# Brebevnica
Brebevnica (cyr. Бребевница) – wieś w Serbii, w okręgu pirockim, w gminie Dimitrovgrad. W 2011 roku liczyła 25 mieszkańców.